# Lóczy Lajos Országos Földrajzverseny
A Lóczy Lajos Országos Földrajzverseny Magyarország egyik legnagyobb múltú és legelismertebb földrajzversenye, ahol a 9. és 10. évfolyamos középiskolások mérhetik össze a tudásukat földrajzból. A versenyt minden évben a kaposvári Munkácsy Mihály Gimnáziumban rendezik meg a nagy magyar földrajztudós, Lóczy Lajos emlékére.

## Története
A verseny elődjét 1968-ban rendezték meg először Kaposváron. Lóczy István, a gimnázium igazgatója szívügyének tekintette a földrajzoktatást, így egy meghívásos versenyen mérhették össze a tudásukat a középiskolák elsőéves diákjai. Ekkor még csak a budapesti I. László, a szegedi Radnóti, a pécsi Leőwey, a kaposvári Táncsics, és a siófoki Perczel tanulói versengtek egymással és a házigazda munkácsysokkal.
A verseny 1985-ben lett országos szinten is nyitott, majd 1986-tól kezdődött el a klasszikus Lóczy verseny, ahol már 2 évfolyam indulhatott el. A verseny az évek alatt a legfontosabb földrajzverseny lett, sokan az „OKTV előszobájának” tartották, amelyhez hasonlóan az itt elért dobogós helyezésekért továbbtanulási pluszpontokat lehetett szerezni, az új oktatási rendszer azonban megszüntette ezt a lehetőséget. 2001-től a National Geographic Channel és a National Geographic Magyarország a Lóczy versenyt választotta ki, hogy az itt első illetve második helyezett tanulókból egy háromfős csapatot összeállítva ők képviseljék Magyarországot a Nemzetközi Földrajzi Olimpián, melyet kétévente (minden páratlan évben) rendeztek meg a világ különböző pontjain. Páros években komolyabb európai utazásokkal kárpótolták a résztvevőket. 2009-ben a válság miatt azonban kiszálltak szponzorként a versenyből, sőt az általuk szervezett verseny is néhány év múlva megszűnt. A Lóczy verseny 2015-től nemzetközi lett, így a Kárpát-medence minden tájáról benevezhetnek a magyar nyelvű diákok.

## A verseny lebonyolítása
A kritériumok és a feladattípusok többször is megváltoztak az évtizedek alatt, végül így alakult ki a már sok éve használt jelenlegi rendszer. A versenyen 2 kategóriában nevezhetnek diákok: a 9. és a 10. osztályba járók külön indulnak. Az 1. fordulóban egy 100 pontos tesztet kell kitölteni, ahol a kiemelt téma Lóczy Lajos élete és munkássága. Innen egy meghatározott (általában 40-50% körüli) pontszámot elért tanulók jutnak tovább, nevezési díjat csak a 2. fordulót kitöltő diákoknak kell fizetni. Itt mindkét évfolyam egy-egy magyar földrajztudós életét és munkásságát, illetve egy adott területet kap, amelyhez kapcsolódóan feladatokat kell megoldaniuk, az elméleti maximális pontszám 120. Innen a legjobb 20-30 diák jut be a Kaposváron megrendezett döntőbe, melyet évtizedek óta hagyományosan az érettségi 1. hetében tartanak. Az első nap a diákok előadásokat hallgathatnak meg, majd elfoglalhatják a szállásukat. A döntő második napján mindenki húz egy sorszámot, majd mindkét korosztály kettő témából is szóbelizik egy-egy 3 fős zsűri előtt, így ez a nap a 80-120 szóbeli lezajlásával telik el. Az utolsó napon kerül sor a verseny jellegzetességére, a terepgyakorlatra, ahol évfolyamonként külön egy-egy vidéki versenypályát kell adott idő alatt bejárni egy térkép és egy tájoló segítségével. A pálya mentén több bóját is kihelyeznek, a versenyzőknek csak a térképen jelölteket kell megkeresni, és egy oda tett lyukasztóval igazolni a megtalálást. A terepgyakorlat során különféle más feladatok is várnak a diákokra, pl. kőzetfelismerés, műholdképek azonosítása, képpárosítás, valamint térképészeti számítások a tájoló segítségével, és a topográfiai térkép kiegészítése. Délután összesítik az eredményeket: a 2. forduló 120 pontját elosztják 2-vel, míg a két szóbeli és a terepgyakorlat egyaránt maximum 60 pontot ér. Az ünnepélyes eredményhirdetésre ismét a Munkácsy gimnáziumban kerül sor, ahol mindenki kap oklevelet és valami jutalmat. A két évfolyam dobogósait hirdetik ki utoljára, a 2 győztes jutalma pedig a Bertalan Tamás által tervezett Lóczy Lajos-emlékplakett, melyet évente csak ők és felkészítőik kapnak meg. További nyereményként a mezőny eleje ingyen nyári nyereményúton vehet részt, a versenyzők további negyede pedig kedvezményesen jöhet el az utakra.